# Lyricist Lounge, Volume One
Lyricist Lounge, Volume One è una compilation dell'etichetta discografica hip hop statunitense Rawkus Records, pubblicata nel 1998.
| Recensione | Giudizio |
| ---------- | -------- |
| AllMusic   | [ 1 ]    |

## Tracce
Disco 1
1. Street Promoters (Skit) (Wiseguy) – 0:44
2. Intro (De La Soul) – 1:41 (musica: 88 Keys)
3. Bring Hip Hop Back (Dorsey Wesley) – 3:55 (musica: Cipher Complete)
4. Keep Pouring (Diaz Brothers, Matrix & Abutta) – 5:29 (musica: Kenny Diaz)
5. Blood (Sarah Jones) – 5:13 (musica: Stix Bones, Native Sun)
6. Body Rock (Mos Def, Q-Tip & Tash) – 5:11 (musica: Shawn J. Period)
7. Bathroom Cipher (Hazadus, J-Treds, Thirston Howl III, Kwest & I.G. Off) – 4:24 (musica: 88 Kyes)
8. Da Cipher (Punchline & Wordsworth) – 4:09 (musica: Curt Gowdy)
9. Famous Last Words (Word A' Mouth) – 5:05 (musica: William Tell)
10. No Matter (Prime) – 5:20 (musica: D. Trotman)
11. Action Guaranteed (O.C. & Ras Kass) – 5:24 (musica: Shawn J. Period)
12. All In My Own (Mike Zoot) – 7:33 (musica: Shawn J. Period)
13. The Phone Call (Skit) (Wiseguy & Wordsworth) – 1:03
14. Live from the DJ Stretch Armstrong Show with your host Bobbito 'The Barber (Black Thought, Common, Pharoahe Monch & Absolute) – 10:09 (musica: VIC, Shawn J. Period)

Disco 2
1. Ohm (Saul Williams) – 3:28 (musica: Saul Williams)
2. Intro (Kool Keith & Sir Menelik) – 1:35 (musica: Survival Soundz)
3. Mayday (Natural Elements & KA) – 5:38 (musica: Charlemagne)
4. The Manifesto (Reflection Eternal) – 5:44 (musica: Hi-Tek)
5. Be OK (Bahamadia & Rah Digga) – 5:44 (musica: DJ Scratch)
6. Lyrics (A.L.) – 3:47 (musica: Kenny Diaz)
7. Outside the Lounge (Building Block, Lil Sci, Mr. Metaphor, Shabaam Sahdeeq, Talib Kweli & Wiseguy) – 7:07 (musica: William Tell)
8. Holy Water (D.V. Alias Khrist & Lord Have Mercy) – 6:23 (musica: Nottz)
9. Jayou (Jurassic 5) – 4:04 (musica: DJ Nu-Mark, Cut Chemist)
10. C.I.A. (Criminals In Action) (KRS-One, The Last Emperor & Zack de la Rocha) – 5:20 (musica: Keith Horne)
11. Society (Problemz & Nicole Willis) – 5:16 (musica: G.M.)
12. Weight (Indelible MC's) – 6:13 (musica: El-P)
13. After the Show (A.L., Jedi, Punchline, Rise & Wordsworth) – 8:08 (musica: Ge-ology)

## Classifiche
| Classifica (1998)         | Posizione massima |
| ------------------------- | ----------------- |
| Stati Uniti               | 167               |
| US Top R&B/Hip-Hop Albums | 52                |